# Macrojoppa melanura
Macrojoppa melanura là một loài tò vò trong họ Ichneumonidae.